# بربل ووکل
بربل ووکل (آلمانی: Bärbel Wöckel، زادهٔ ۲۱ مارس ۱۹۵۵ در لایپزیگ) ورزشکار زن دو و میدانی رشتهٔ دو سرعت اهل جمهوری دمکراتیک آلمان است. وی در بین سال‌های ‎۱۹۷۶ تا ۱۹۸۰ میلادی در مسابقات بازی‌های المپیک تابستانی در مجموع ۴ مدال طلا را کسب کرد.